# Boletin Geológico y Minero
Boletin Geológico y Minero — бюлетень з геології та гірничої справи.
Країна видання — Іспанія.
Спеціалізація: Розвідка і розробка та переробка вугільних, рудних та нерудних корисних копалин.
Рік заснування 1874.
Чисел на рік — 6.